# The Nullarbor
The Nullarbor (von lateinisch nulla arbor ‚ohne Baum‘; sinngemäß Die Baumlose) ist eine unbewachsene Ebene aus vulkanischem Sand auf der Insel Heard im südlichen Indischen Ozean. Sie liegt zwischen der Atlas Cove und der Corinthian Bay im Norden der Insel
Namensgeber ist die Nullarbor-Ebene in Australien.